# Kabangaki Pond
Kabangaki Pond ist einer von vier Hypersaline Lagoons (Salzsee) im südlichen Teil des pazifischen Archipels der Gilbertinseln nahe dem Äquator im Staat Kiribati.

## Geographie
Der flache See liegt im Nordosten der Insel Nikunau. Es handelt sich um die Reste der einstigen Lagune, nachdem sich das Atoll gehoben hat.
Die nächstgelegene Siedlung ist Rungata.